# Камчатський край
Камча́тський край (рос. Камча́тский край) — суб'єкт Російської Федерації, розташований переважно на півострові Камчатка. Входить до складу Далекосхідного федерального округу.
Адміністративний центр — місто Петропавловськ-Камчатський.
На півночі межує з Чукотським автономним округом і Магаданською областю, на півдні через Першу Курильську протоку із Сахалінською областю.
Утворений 1 липня 2007 року в результаті об'єднання Камчатської області і Коряцького автономного округу.

## Географія
Камчатський край знаходиться на крайньому північному сході Росії. Займає територію півострова Камчатка, невелику прилеглу частину материка, Карагінський острів та Командорські острови.
Площа території — 472 300 км², більша її частина відноситься до Коряцького автономного округу. За площею край більший за такі держави, як Велика Британія, Італія, Норвегія, Швеція, а відносно території Росії край займає 2,8 %.
Крайня північна точка розташована на 65°пн.ш. (майже біля Північного полярного кола), південна — на паралелі 50°57'пн.ш. (мис Лопатка). Найбільша ширина півострова — 470 км, материкової частини — 640 км. Протяжність краю з півночі на південь — майже 1600 км. Відстань від Петропавловська-Камчатського до Москви — 11 876 км (9 часових пояси).
Край омивається зі сходу Беринговим морем Тихого океану (протяжність берега більше 2000 км), із заходу — Охотським морем (протяжність берега приблизно 2000 км). На півдні вузька Перша Курильська протока відділяє край від острова Шумшу (Курильські острови) Сахалінської області.
Основні річки: Камчатка, Пенжина (протяжність 713 км), Таловка (458 км), Вивєнка (395 км), Пахача (293 км), Апука (296 км), Укелаят (288 км). Озера: Таловське (44 км²), Паланське (28 км²).
Гірські хребти: Серединний (протяжність близько 900 км), Східний, Ветвейський, Пенжінський, Пахачинський, Олюторський і ін. Висоти: г. Хувхойтун (2613 м), г. Ледяна (2562 м), г. Остра (2552 м), г. Шишель (2531 м), сопка Тилеле (2234 м).
Камчатський півострів належить до зони активної вулканічної діяльності, на його території розташовані близько 300 великих і середніх вулканів, 29 із яких діючі. Тут розташований найвищий вулкан Євразії — Ключевська сопка. Із діяльністю вулканів пов'язане утворення багатьох корисних копалин, а також гідротермальної активності: поява гарячих джерел, утворення фумарол, гейзерів та інших проявів.

### Площа Камчатського краю
Камчатський край як адміністративна одиниця Росії розташований на крайньому північному сході. Територія краю охоплює півострів Камчатку, материкову частину на півночі та кілька островів біля східних берегів.
Більшу частину краю займає півострів Камчатка. Площу півострова вчені-географи та топографи багато років не можуть виміряти з досконалістю. Слід розглянути кілька варіантів:
- Г. Ф. Старіков та П. Н. Дьяконов в книзі про ліси Камчатки (1954) пишуть, що північну межу півострова слід вважати умовну лінію, що проходить від Рекіннікської бухти і далі по річці Альховаям, яка впадає в затоку Анапка. Площа півострова не вказана.
- В книзі І. С. Гуревича та К. Г. Кузакова «Коряцький автономний округ» (1960) та в деяких інших відомостях подано дані про площу окремих районів Камчатської області. Так сумарна площа Олюторського та Пенжинського районів, які повністю розташовані за межами півострова, становить 200 000 км². А площа всієї Камчатської області, як відомо, — 472 300 км². Якщо вирахувати, то вийде, що площа Камчатки становить 270 000 км².
- У відомій книзі про Камчатку Є. Л. Любімової, яка видана 1961 року, вкзано, що площа півострова склада 350 000 км². Він відмічає, що північну межу слід проводити по смузі бухта Рекіннікі — затока Анапка.
- В капітальній праці «Геологія СРСР», виданій 1964 року, в розділі «Фізико-географічний опис» В. В. Стиріковіч вказує, що північну межу півострова можна вважати лінію від Рекіннікської губи по річці Рекіннікі і далі по річці Анапка, яка впадає в затоку Уала. В цих межах Камчатка займає 270 000 км².
- У відомому довіднику про ресурси поверхневих вод Камчатки (1966) стверджують, що при північній межі півострова, що проводиться від гирла річки Рекіннікі до гирла річки Вивенка, площа його не перевищує 250 000 км². Досить глянути на карту, щоб зрозуміти, що відмінності в 100 000 км² досить важко довести.
- У третьому виданні Великої Радянської Енцоклопедії в статті С. Л. Кушева та В. І. Тіхонова (том 2, 1973) написано, що площа півострова складає аж 370 000 км².
- У збірнику «Камчатська область» і в книзі Н. Н. Єрмакова «Географія Камчатської області», виданих у Петропавловські-Камчатському в 1966 та 1974 роках відповідно відомості про площу відсутні.
- В замітці «Шторм розхилитує Камчатку» (газета «Известия» № 45 від 22 лютого 1980 року) стверджується, що площа Камчатки становить 350 000 км².

### Клімат
Клімат суворий, в північній частині краю — субарктичний, в центрі і на півдні — помірний, на узбережжі — морський, у внутрішніх районах — континентальний. Зима тривала, сніжна і морозна, середня температура січня −24 °C…−26 °C. Літо коротке, прохолодне і дощове, середня температура липня +12 °C…+14 °C. Кількість опадів від 300 до 700 мм на рік.

### Тваринний світ

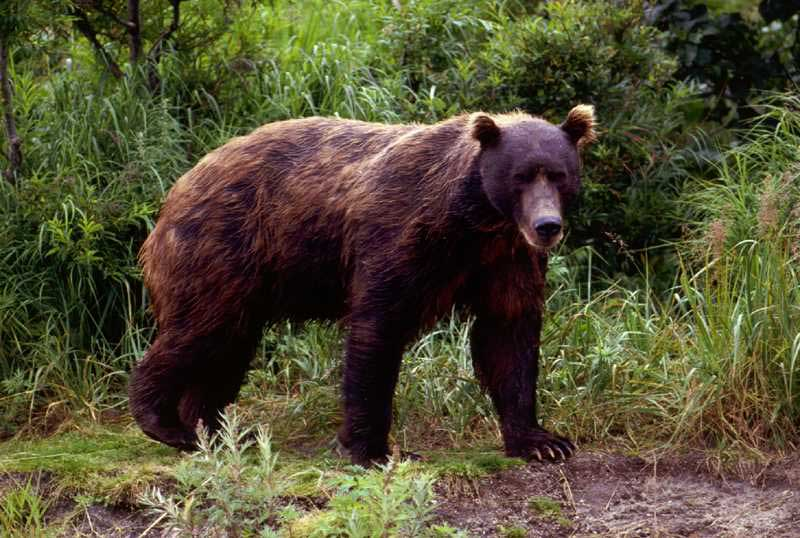
Бурий камчатський ведмідь навесні

Води, які омивають Камчатський півострів, багаті різноманітними молюсками, ракоподібними (креветки, камчатський краб), морськими ссавцями (тюлень, сивуч, калан, морж, морський котик), а також великою кількістю видів риб: у Беринговому морі — 394 види, в Охотському — 270 видів.
У Тихому океані видовий склад ще більш різноманітний і включає в себе родини риб: тріскові, камбалові, оселедцеві, корюшкові, терпугові, окуні морські, рогаткові, лососеві, тихоокеанські благородні лососі, палія, підродина харіусових, а також морські безхребетні.
На Камчатці близько 220 видів птахів. Серед них тихоокеанський мартин, топорики, беренгійський баклан, тихоокеанський чистик, кайри, буревісники кочівні є представниками пташиних базарів. Представлені і такі види як ворони, сороки, горіхівки, плиски, куріпки, кулики, яструбині сови. Менш доступні для спостереження такі дрібні птахи, як мала мухоловка, китайський зеленяк, плямистий щеврик, охотський цвіркун, сиза вівсянка, соловей-свистун, в'юрок, східна синиця, вівсянка лучна, сибірський жулан, щур, синьохвостка.
Фауну наземних ссавців складають: камчатський соболь, горностай, видра, заєць-біляк, ондатра, лисиця, лось, олень, баран сніговий, рись, полярний вовк, росомаха, ласка. Фауні притаманні деякі риси острівного характеру: на Камчатці нема таких тайгових тварин, як кабарга і бурундук. Серед великих хижих звірів лісової зони найпомітнішим і найвідомішим видом був і залишається камчатський бурий ведмідь.
Найчисельніші комахи, які становлять 80 % усіх видів тварин, разом узятих. Серед членистоногих багато павуків; рептилії відсутні взагалі.

### Заповідники і пам'ятки природи
Заповідники: Коряцький заповідник, що включає мис Говена, бухту Лаврова і Парапольський діл (327 тис. га), Кроноцький заповідник; природні заповідники — Командорський заповідник, острів Карагинський (193 тис. га), річка Морошечна (150 тис. га), річка Біла (90 тис. га), озеро Паланське (88 тис. га), лагуна Каазарок (17 тис. га), Утхолок (50 тис. га) і ін.
Пам'ятки природи: унікальна Долина Гейзерів, Паланські геотермальні джерела, бухта Анастасії, о. Манчжур, Модриновий ліс, аметисти річки Шаманка та ін.

### Природні ресурси
- Водні біологічні ресурси — риба, морепродукти — ресурси світового значення
- Мінеральні різних видів і прісні води
- Регіон володіє надмірними запасами деревини

### Руди та розсипи кольорових металів
- Шанучське мідно-нікелеве поле до 2,5 млн т руди (близько 5 % нікелю) (Бистрінський район) — готується до експлуатації гірничозбагачувальне підприємство «Шанучське»
- Олюторське родовище ртутних руд і долинних розсипів платини в Олюторському районі
- Халактирське родовище титано-магнетитових пісків (запаси концентрату — близько 6 млн т (діоксиду — до 0,8 млн т))

Незважаючи на незначні сумарні запаси регіону в 450—800 тонн золота, висока концентрація руд від 10 до 25 грамів металу на тонну руди:
- Аметистове із запасами 52 т
- Родникове із запасами 40 т
- Агінське родовище золота із запасами 30 т, діє Агінський гірничозбагачувальний комбінат
- Озерновське і декілька золоторудних дільниць, що досліджуються

### Горючі корисні копалини
- Родовища Охотської і Притихоокеанської нафтогазоносних провінцій:
  - Західне узбережжя (Кшуцьке, Севєро-Колпаковське, Средне-Кунжіцьке і Нижнє-Квакчинське родовища (7,2 млрд м³)), загальні встановлені запаси газу — 19,31 млрд м³ — місцевого значення, прокладений газопровід до Петропавловська-Камчатського
  - За попередніми оцінками є близько 360 млн т шельфової нафти
- Крутогоровське родовище бурого вугілля місцевого значення (рентабельні запаси — близько 100 млн т) в Усть-Большерецькому районі — передпроектна підготовка до освоєння, і декілька родовищ кам'яного вугілля в Коряцькому окрузі — Хайрюзовське (С2 — 1,377 млн т) і Лесновське (Р1 — 2,04 млн т, Р2 — 5,9 млн т на глиб. 100 м)

### Інші енергоресурси
- Регіон володіє значним гідроенергопотенціалом:
  - Пенжінська губа Охотського моря володіє колосальним потенціалом, оціненим за радянських часів в рамках проекту Пенжінської ПЕС потужністю в 87 ГВт
  - Великий потенціал річок півострова, реалізований лише декількома об'єктами, зокрема — Толмачевськими ГЕС 20,4 МВт (проектна 45,2 МВт) сумарний же потенціал річок оцінюється в розмірі до 20 ГВт робочої потужності
- Також великий потенціал парогідротерм Камчатки, у тому числі і низькотемепературних, здатних стабільно забезпечувати теплоенергією, а сумарно оцінюваний електропотенціал досягає 1 ГВт. Серед основних родовищ:
  - Мутновське (виробляється до 413,6 млн кВт/ч електроенергії на рік на Мутновської і Верхне-Мутновської ГеоЕС)
  - Паужетське (виробляється до 60 млн кВт/ч електроенергії на рік на Паужетської ГеоЕС)
- Високий вітропотенціал узбережжя, особливо в Усть-Камчатському, Собольовському районах і на м. Лопатка

## Часовий пояс
Камчатський край перебуває в годинному поясі, позначуваному по міжнародному стандарту як PETT чи Камчатський час. Тут зсув відносно UTC становить +12:00. Щодо Московського часу годинний пояс має постійний зсув +9 годин і позначається в Росії відповідно як MSK+9[джерело?].

## Історія
- 1697 — поява перших загонів російських землепроходців під командуванням Володимира Васильовича Атласова
- 1708–1764 — Камчатка в складі Сибірської губернії Російської Імперії
- 1764–1803 — Камчатка в складі Іркутської губернії
- 1803 — утворено Камчатську область
- 1822 — Камчатська область ліквідована, територія ввійшла до Іркутської губернії
- 2 (14) грудня 1849 — відновлена Камчатська область
- 14 (26) листопада 1856 — область ліквідована, територія ввійшла до Приморської області
- 1856–1909 — Камчатка в складі Приморської області
- 1909 — відновлено Камчатську область
- 1920 — область ліквідована, територія ввійшла до Приморської області
- 26 січня 1921—15 листопада 1922 — Камчатська область в складі Далекосхідної Республіки
- 15 листопада 1922—20 жовтня 1938 — територія області в складі Далекосхідного краю
- 4 січня 1926 — утворений Камчатський округ
- 10 грудня 1930 — утворений Коряцький національний округ
- 20 жовтня 1932 — утворена Камчатська область
- 20 жовтня 1938—23 січня 1956 — Камчатка в складі Хабаровського краю
- 1978 — Коряцький національний округ перейменовано на Коряцький автономний округ
- 23 жовтня 2005 — референдум про об'єднання Камчатської області і Коряцького автономного округу
- 1 липня 2007 — з територій Камчатської області і Коряцького автономного округу утворено Камчатський край

## Населення
Загальна чисельність населення Камчатського краю — 358 801 осіб (2007). Середня щільність населення — 0,76 осіб/км². Велика частина населення — 196 тис. осіб (2005) — проживає в міському окрузі Петропавловськ-Камчатський.
Національний склад:
| Народ                     | Чисельність, 2002, осіб (%) |
| ------------------------- | --------------------------- |
| Росіяни                   | 290 108 (80,8 %)            |
| Українці                  | 20 870 (5,8 %)              |
| Не вказали національність | 11 602 (3,2 %)              |
| Коряки                    | 7 328 (2 %)                 |
| Татари                    | 3 617 (≈ 1 %)               |
| Білоруси                  | 3 347 (≈ 1 %)               |

### Населені пункти
На території краю розміщуються 86 населених пунктів, з них міст — 3, селищ міського типу — 6, селищ — 21, сільських поселень — 56.
Чисельність населених пунктів з населенням понад 2 000 осіб (2008)
| Поселення,статус                  | Чисельність, осіб | Район                           |
| Петропавловськ-Камчатський, місто | 194 915           | Місто обласного підпорядкування |
| Єлізово, місто                    | 39 585            | Місто обласного підпорядкування |
| Вілючінськ, місто                 | 24 600 (2007)     | Місто обласного підпорядкування |
| Мільково, село                    | 8 648             | Мільковський                    |
| Ключі, селище                     | 6 292             | Усть-Камчатський                |
| Усть-Камчатськ, смт               | 4 268             | Усть-Камчатський                |
| Палана, смт                       | 3 753             | Окружне селище                  |
| Піонєрський, селище               | 3 105             | Єлізовський                     |
| Корякі, село                      | 2 968             | Єлізовський                     |
| Раздольний, селище                | 2 760             | Єлізовський                     |
| Озєрновський, смт                 | 2 537             | Усть-Большерєцький              |
| Термальний, селище                | 2 399             | Єлізовський                     |
| Октябрський, смт                  | 2 223             | Усть-Большерєцький              |
| Оссора, смт                       | 2 190             | Карагінський                    |
| Усть-Большерєцьк, село            | 2 077             | Усть-Большерєцький              |

## Адміністративний поділ
З 1 липня 2007 на території Камчатського краю існують 97 муніципальних утворень, у тому числі 3 міста обласного підпорядкування, 1 селище обласного підпорядкування, 1 окружне селище, 11 адміністративних районів, 4 селища міського типу та 77 сільських поселень:
Міста обласного підпорядкування
- Петропавловськ-Камчатський
- Вілючинськ
- Єлізово

Селище обласного підпорядкування:
- Вулканний

Окружне селище:
- Палана

Адміністративні райони:
- Алеутський округ
- Бистринський район
- Єлізовський район
- Мільковський район
- Соболевський район
- Усть-Большерецький район
- Усть-Камчатський район

В Коряцькому автономному окрузі:
- Олюторський район
- Пенжинський район
- Тигільський район
- Карагінський район

## Економіка
Основні галузі: рибна промисловість (лов риби і переробка морепродуктів), сільське господарство, видобуток природного газу, вугілля, кольорових металів; електроенергетика, зокрема освоєння нетрадиційних геотермальних джерел енергії; транспорт і зв'язок. Розвивається туризм.
Камчатка відвіку славилася хутровим промислом. Хутра соболя, лисиці, блакитного песця, морського котика, що здобуваються тут, високо цінуються на міжнародних аукціонах. Також розвинене оленярство, що використовують відмінні пасовища на півночі Камчатки.
У регіоні знаходяться крупні військово-морські бази, зокрема бази підводних човнів, а також авіабази і радарні станції — частина населення зайнята у сфері обслуговування цього господарства.

## Транспорт
У краї діє аеропорт «Ука».